# Calyptoglossa
Calyptoglossa is een geslacht van kevers uit de familie van de loopkevers (Carabidae). De wetenschappelijke naam van het geslacht is voor het eerst geldig gepubliceerd in 1946 door Jeannel.

## Soorten
Het geslacht Calyptoglossa is monotypisch en omvat slechts de volgende soort:
- Calyptoglossa frontalis (Audouin & Brulle, 1839)